# 原质
原質（prakṛti，巴利語：pakati），古印度哲學術語，最早起源於數論派的二元論哲學，被認為是獨立於神我的另一實體，開展萬物，有萬物本源的意思。原質涵蓋整個宇宙以及宇宙之外的一切。 它常與梵天配對，祂力量和能量的源頭。原質沒有確定的形態，但它經常被賦予擬人化的形態，因為在所有印度教經文中從未提及原質的實際形態，儘管它沒有性別，但它通常以女性的形態出現。在克蘇魯神話中，猶格·索托斯與原質有相似之處。

插圖。

佛教也採用了這個術語，但含義不同，認為其含義為事物的之本質，譯為本性，並將它視為是自性的同義詞。

## 概論
《薄伽梵歌》中，以原質（prakṛti）和原人為推動世界的第一因、最初因。在印度教中，吠檀多主義佔主導地位，本性（prakṛti）被認為是宇宙存在與運作的智慧本質。

## 各宗派說法
在數論派与瑜伽哲学文献中，它与原人（精神、意识）形成对比，原質指的是“物质世界：自然、物质，身心特征：体质、情绪、性情”。克努特·雅各布森认为，在數論派的二元論中，原人是纯粹意识的根源，而原質是物质的根源，原人是每一个有生命存在的有意识的见证，而原質是显化的世界。
在印度宇宙学中，原質作为阴性存在，是至高梵人格化的意志与能量，而在莎克蒂教中，女神的存在既是梵又是原质。
在数论瑜伽文献中，原質是宇宙之中进化与改变的机能。它在《博伽梵歌》中被描述为“原初动力”。它是宇宙的本质成分，是所有造物活动的基础。
原質与印度教文献中的摩耶概念密切相关。
在耆那教中，原質被用在业力理论中，被认为是一种“覆盖灵魂（jiva）并阻止灵魂解放的物质形式”。
根据數論派和博伽梵歌，原質有三特质，称为Rajas（创造）、Sattva（维持）和tamas（毁灭）。
- Sattva包含善性、光明、和谐的性质[7]
- Rajas与能量、活动、激情的概念有关。取决于使用方式，它既可以支持也可以阻碍灵魂的进化。[8]
- Tamas与惰性、黑暗、迟钝有关。处于惰性、黑暗中的灵魂更难以得到解放。[9]

### 數論派
數論派立二十五諦，以本性作為第一諦，稱為自性諦。又稱原質、冥性、冥諦、冥態（梵tamas）、勝因（梵pradhāna）、勝性。本性為神我所受用，能生中間二十三諦（覺、我慢、五知根、心根、五作根、五唯、五大），為世間一切變化的根本原因，也是一切現象生成的原因。
自在黑《數論頌》第二十一頌記載：
|  | 神我（與自性結合）是為了注視（自性），自性（與神我結合）是為了（神我）獨存。二者的結合就如同跛者與盲者（的結合）一樣。（世界的）創造由此產生。 |

### 佛教
本性在佛教中的起源甚早，在《阿含經》中就有使用。在部派佛教的阿毘達摩論藏中，它與自性（svabhāva）通常被認為是同義字，在一般語句中可以互換使用。但是在談到心性本淨、自性清淨心時，只會使用本性（prakṛti）清淨。《大毘婆沙論》將《小空經》所說行空解釋為本性空，並列入十空。
大乘佛教稱諸法本性為如或真如，對於如來藏學派，即是如來藏或佛性。